# No Good Deed Goes Unpunished
No Good Deed Goes Unpunished is de dertiende aflevering van het negende seizoen van de televisieserie ER, die voor het eerst werd uitgezonden op 30 januari 2003.

## Verhaal
Dr. Carter besluit dr. McNulty, die een buurtkliniek runt, financieel te helpen met een donatie. Later wil hij de dokter opzoeken en komt er dan achter dat het pand leeg is, hij begint te vermoeden dat hij opgelicht is. Ondertussen denkt hij erover om naar Afrika te gaan om te gaan werken voor Artsen zonder Grenzen, dit tot verrassing van zijn vriendin Lockhart. 
Dr. Pratt komt erachter dat zijn broer Leon waarschijnlijk betrokken is geweest bij een overval op een slijterij. Als een mededader op de SEH komt te overlijden, en een politieagent die gewond is geraakt tijdens de overval, doet hij er alles aan om Leon uit het zicht te houden voor de politie. 
Dr. Weaver krijgt bezoek van de dankbare wethouder John Bright, hij vertelt haar dat het ziekenhuis een financiële injectie krijgt als dank voor het stilhouden van zijn syfilis.
Dr. Kovac kan het emotioneel niet meer aan om te werken en besluit om een pauze in te lasten, dit tot teleurstelling van dr. Weaver. 
Dr. Corday maakt kennis met de nieuwe chirurg dr. Dorset, hij maakt al snel indruk op haar. 
Dr. Romano krijgt slecht nieuws over zijn revalidatie, het gevoel in zijn arm komt waarschijnlijk nooit meer terug. Hevig teleurgesteld besluit hij om toch toezicht te houden op een operatie wat hij eigenlijk niet mag doen, dit kan zijn positie in het ziekenhuis in gevaar brengen. 

## Rolverdeling

### Hoofdrollen
- Noah Wyle - Dr. John Carter
- Laura Innes - Dr. Kerry Weaver
- Mekhi Phifer - Dr. Gregory Pratt
- Alex Kingston - Dr. Elizabeth Corday
- Goran Višnjić - Dr. Luka Kovac
- Sherry Stringfield - Dr. Susan Lewis
- Ming-Na - Dr. Jing-Mei Chen
- Paul McCrane - Dr. Robert Romano
- Bruno Campos - Dr. Eddie Dorset
- Edward Asner - Dr. James McNulty
- Maura Tierney - verpleegster Abby Lockhart
- Kyle Richards - verpleegster Dori
- Deezer D - verpleger Malik McGrath
- Dinah Lenney - verpleegster Shirley
- Montae Russell - ambulancemedewerker Dwight Zadro
- Lyn Alicia Henderson - ambulancemedewerker Pamela Olbes
- Michelle Bonilla - ambulancemedewerker Christine Harms
- Brian Lester - ambulancemedewerker Brian Dumar
- Emily Wagner - ambulancemedewerker Doris Pickman
- Sharif Atkins - Michael Gallant
- Tom Everett Scott - Eric Wyczenski
- Leslie Bibb - Erin Harkins
- Troy Evans - Frank Martin

### Gastrollen (selectie)
- Shannon Whirry - Doreen Brant
- Heather DeLoach - Helen
- Emily Adams - Brenda Walton
- David Allen Brooks - Dr. Gunn
- Bryan Cuprill - Jensen
- Marcello Thedford - Leon
- Bruce Weitz - wethouder John Bright
- Alex Edwards - Zavery
- Martin Hewitt - politieagent Jason Sutter
- Ricardo Medina Jr. - Aidan Fenwick
- Patrick Thomas O'Brien - Carmichael